# Искра (Пителинский район)
Искра — опустевший поселок в Пителинском районе Рязанской области. Входит в Нестеровское сельское поселение.

## География
Находится в северо-восточной части Рязанской области на расстоянии приблизительно 12 км на юго-запад по прямой от районного центра поселка Пителино.

## История
Основан в 1924 году. С 1929 году здесь работал одноименный колхоз. После пожара 1937 года и Великой Отечественной войны поселок захирел.

## Население
Численность населения: 2 человека в 2002 году (русские 100 %), 0 в 2010.